# Marcel Raine
Marcel Raine (né le 24 juillet 1898 à Niort dans les Deux-Sèvres, mort le 12 août 1956 à Paris) est un acteur français. Il est aussi connu sous le nom Eugène Raison.

## Biographie
Sa carrière au cinéma s'est déroulée entre 1930 et 1955. Il a doublé de nombreux films américains durant cette période.
Il a aussi été acteur de théâtre.

## Filmographie
- 1935 : Justin de Marseille de Maurice Tourneur : Brutus
- 1938 : Les Disparus de Saint-Agil de Christian-Jaque : Le livreur
- 1943 : Forces occultes, moyen métrage de Paul Riche
- 1943 : Le Val d'enfer de Maurice Tourneur : Antonin
- 1944 : Cécile est morte de Maurice Tourneur : Mr Albert, complice de Dandurand
- 1946 : L'assassin n'est pas coupable de René Delacroix : Pierre Carrel
- 1948 : La Figure de proue de Christian Stengel : Commandant Bringois
- 1949 : On n'aime qu'une fois de Jean Stelli :  Gouttemel
- 1949 : La Veuve et l'Innocent d'André Cerf : l'avocat général
- 1951 : Passion de Georges Lampin : Me Dalmet
- 1952 : Le Jugement de Dieu de Raymond Bernard : le ministre
- 1953 : Carnaval d'Henri Verneuil
- 1954 : Le Comte de Monte Cristo de Robert Vernay : l'inspecteur du château d'If
- 1955 : Interdit de séjour de Maurice de Canonge : L'avocat général
- 1955 : La Tour de Nesle d'Abel Gance : Orsini
- 1955 : Napoléon de Sacha Guitry : Le général Dutheil

## Doublage
Les dates correspondent aux sorties initiales des films mais pas forcément aux dates des doublages.
(Liste non exhaustive)
- Victor McLaglen dans :	
  - La Charge héroïque (1949) : Sergent Quincannon
  - L'Homme tranquille (1952) : Will « Red » Danaher
  - Prince Vaillant (1954) : Boltar

- 1935 : Fantôme à vendre - Mr. Martin (Eugene Pallette)
- 1938 : Les Aventures de Marco Polo - Bayan (Stanley Fields)
- 1940 : Le Juif Süss - Roder (Albert Florath)
- 1940 : Les Tuniques écarlates - Pied de bouc (Walter Hampden)
- 1941 : Le Roman de Renard (film d'animation) - Sire Noble, le lion
- 1943 : Le Chant de Bernadette - Le Commissaire Jacomet  (Charles Dingle)
- 1943 : Jane Eyre - Henry Blocklehurst (Henry Daniell)
- 1945 : Aladin et la Lampe merveilleuse - Kofir / le sorcier (Richard Hale)
- 1948 : Le Sang de la terre - Hoab Dabney (Ward Bond)
- 1949 : La Rose de Bagdad - le calife Oman (Olinto Cristina)
- 1950 : L'Île au trésor - George Merry, Master Gunner (Ralph Truman)
- 1952 : Heidi - le grand-père d'Heidi (Heinrich Gretler)
- 1952 : La Mission du commandant Lex - Pete Helm (Lon Chaney Jr.)
- 1952 : La Peur du scalp - le chef apache (Chief Yowlachie)
- 1952 : Le Fils de Géronimo - Iron breast, Aigle blanc (Ted de Corsia)
- 1952 : Le Corsaire rouge - Humble Bellows (Torin Thatcher)
- 1952 : Les Conquérants de Carson City - Robbie Dolby (Mickey Simpson)
- 1953 : Salomé - Ezra, le conseiller du roi (Maurice Schwartz)
- 1953 : Le Vagabond des mers - Matthew Bull (Francis De Wolff)
- 1953 : La Tunique - Paulus (Jeff Morrow)
- 1954 : L'Égyptien - commandant hittite (Michael Ansara)
- 1954 : Sur les quais - Johnny Friendly (Lee J. Cobb)
- 1954 : Taza, fils de Cochise - le sergent Hamma (Joe Sawyer)
- 1954 : Le Roi des îles - le capitaine Bully Hayes (Charles Horvath)
- 1954 : Le Signe du païen - Chilothe (Robo Bechi)
- 1955 : L'Homme au bras d'or -  Inspecteur Bednar (Emile Meyer)
- 1955 : Le Bouffon du roi - Sir Griswold (Robert Middleton)
- 1955 : Les Îles de l'enfer - Johann Torbig (Sándor Szabó)
- 1955 : La Terre des pharaons - l'architecte Vashtar (James Robertson Justice)
- 1956 : Ne dites jamais adieu - Dr Bailey (Ray Collins)
- 1956 : L'Ultime Razzia - Maurice Oboukhoff (Kola Kwariani)